# Anders Randrup
Anders Degn Randrup (Herlev, 16 luglio 1988) è un ex calciatore danese, di ruolo difensore.

## Palmarès

### Club

#### Competizioni nazionali
- Coppa di Lega danese: 1

Brøndby: 2006
- Coppa di Danimarca: 1

Brøndby: 2007-2008
- Superettan: 1

Helsingborg: 2018

#### Competizioni internazionali
- Royal League: 1

Brøndby: 2006-2007